# Magasins Janić
Les magasins Janić (en serbe cyrillique : Јанићеви дућани ; en serbe latin : Janićevi dućani) sont situés à Ostružnica, sur le territoire de la Ville de Belgrade et dans la municipalité urbaine de Čukarica. Construits dans la première moitié du XIXe siècle, ils sont inscrits sur la liste des biens culturels de la Ville de Belgrade.

## Présentation
Les magasins Janić, situés 4 place Karađorđevih ustanika à Ostružnica, ont été construits dans la première moitié du XIXe siècle. Ils étaient constitués d'une kafana et de huit chambres, de deux salles de restaurant sur le devant de la maison et d'une cuisine avec des garde-manger à l'arrière. L'aile occidentale de la maison, séparée du reste de l'édifice par un couloir faisant toute la largeur de la construction, constituait les quartiers d'habitation du propriétaire. Sur la façade sud se trouve un porche avec des arcades qui courent tout le long de l'édifice.
Au début du XXe siècle, la maison a accueilli de nouvelles fonctions commerciales et a subi quelques adaptations mineures. Les magasins Janić restent encore aujourd'hui un exemple typique d'une maison moderne de la Morava.